# Lỗ bình hẹp
Lỗ bình hẹp (danh pháp khoa học: Lobelia griffithii) là loài thực vật có hoa trong họ Hoa chuông. Loài này được Hook.f. & Thomson mô tả khoa học đầu tiên năm 1858.